# Лу и мъничетата
„Лу и мъничетата“ (на английски: Lu & the Bally Bunch) е ирланско-канадско-американски анимационен сериал за деца в предучилищна възраст, създаден от Ники Фелън. Премиерата на сериала е излъчена в САЩ на 1 април 2023 г. по Cartoonito.

## В България
В България сериалът започва излъчване по локалната версия на „Картунито“ на 18 септември 2023 г. с разписание всеки делник от 16:30 ч.

## Нахсинхронен дублаж
| Роля    | Изпълнител         |
| ------- | ------------------ |
| Лу      | Йоанна Драгнева    |
| Барнаби | Никол Султанова    |
| Деклан  | Надежда Панайотова |
| Елоди   | Елена Грозданова   |
| Гъс     | Дайяна Димитрова   |
| Биба    | Малена Шишкова     |
| Шийла   | Евгения Ангелова   |

| Обработка           | студио „Про Филмс“ |
| ------------------- | ------------------ |
| Режисьор на дублажа | Николай Петров     |
| Преводач            | Лора Станоева      |